# João Pinheiro Chagas
João Pinheiro Chagas (Rio de Janeiro, Brésil, 1er septembre 1863 - Estoril, 28 mai 1925; ʒuˈɐ̃ũ piˈɲɐiɾu ˈʃaɡɐʃ) est un journaliste et homme d'État portugais. Il est né au Brésil, de parents portugais qui revinrent peu après au Portugal. Il est rédacteur dans les journaux « O Primeiro de Janeiro », « Correio do Norte », « O Tempo » et « O Dia ». Après être devenu un républicain, il fonde la « República Portuguesa » et est le directeur de « O País » (1898).

## Un farouche républicain

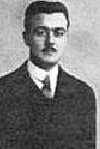
João Pinheiro Chagas dans sa jeunesse.

La réaction du gouvernement monarchique à la suite de l'Ultimatum britannique de 1890 qui force le Portugal à renoncer à ses prétentions sur les territoires qui se trouvent entre l'Angola et le Mozambique, fait de lui un républicain féroce et l'un des journalistes et propagandiste portugais les plus anti monarchiste de l'époque. 

## Carrière politique
Après la proclamation de la République, le 5 octobre 1910, il est nommé ministre à Paris, et, l'année suivante, après la fin de la durée du gouvernement provisoire, il est choisi pour diriger le premier gouvernement constitutionnel de la Première République portugaise. Son gouvernement ne reste au pouvoir deux mois seulement, du 4 septembre au 13 novembre 1911. C'est un triste prélude de l'instabilité politique de la Première République. Après le coup d'État du 14 mai 1915, au cours duquel il perd un œil, il est à nouveau nommé Président du ministère le 17 mai 1915, mais il n'entre pas en fonctions. Il reste diplomate jusqu'à sa retraite en 1923.

## Distinctions
- Grand-croix de l'ordre de Sant'Iago de l'Épée